# Fernand Cormon
Fernand Cormon (Paris, 24 de dezembro de 1845 – Paris, 20 de março de 1924) foi um pintor francês. Pupilo de Alexandre Cabanel, Eugène Fromentin, e Jean-François Portaels, ganhou notoriedade com suas pinturas sobre eventos históricos e bíblicos. Ensinou artistas como Henri de Toulouse-Lautrec, Emile Bernard, Louis Anquetin, Vincent Van Gogh, Henri Matisse e Francis Picabia.